# مانفريد وانغ
مانفريد وانغ (بالصينية: 文雋) هو كاتب سيناريومخرج وممثل صيني، ولد في 1 يناير 1957 بهونغ كونغ في الصين.

## أعمال

### أفلام
- (2017) طهي عاصفة

## ترشيحات
ترشيحات
- Hong Kong Film Award for Best Screenplay [الإنجليزية]‏ (1983)
- Hong Kong Film Award for Best Film [الإنجليزية]‏ (1999)

## وصلات خارجية
- مانفريد وانغ على موقع IMDb (الإنجليزية)
- مانفريد وانغ على موقع ألو سيني (الفرنسية)
- مانفريد وانغ على موقع أول موفي (الإنجليزية)
- مانفريد وانغ على موقع قاعدة بيانات الفيلم (الإنجليزية)
- مانفريد وانغ على موقع كينوبويسك (الروسية)